# Ejderstenen
Ejderstenen er en tavle, som omkring 1670 blev anbragt over Rendsborgs byport mod Holsten (Holstens Port). Tavlen bærer den latinske indskrift Eidora. Romani Terminus Imperii (≈Ejderen. Grænsen for Det Romerske Rige). Formålet var at markere, at den danske rigsgrænse lå her ved floden Ejderen mellem hertugdømmerne Slesvig (eller Sønderjylland) og Holsten. Slesvig var dengang dansk lensområde, Holsten tysk-romersk lensområde. Selve byen Rendsborg var beliggende på en ø i Ejderen. Stenen blev taget ned i 1806, da det tysk-romerske rige blev opløst. Ejderstenen findes i dag på Tøjhusmuseet i København.